# Molloy (Roman)
Molloy ist ein Roman des irischen Schriftstellers Samuel Beckett. Das Original verfasste der Autor in Französisch, an der englischen Übersetzung arbeitete er selbst mit, die deutsche Übersetzung stammt von Erich Franzen.
Der Roman bildet den ersten Teil einer Trilogie, die mit den Bänden Malone stirbt und Der Namenlose fortgesetzt wurde. Die Werke entstanden zwischen 1946 und 1950, die Erstveröffentlichung von Molloy erfolgte 1951. Es handelt sich um den ersten Roman Becketts, der die Ich-Perspektive verwendet.

## Handlung
Der Roman besteht aus zwei Teilen. Im ersten ist die Titelfigur Molloy selbst Erzähler und Hauptfigur. Der Leser wird Zeuge seines körperlichen und geistigen Zerfalls. Zu Beginn befindet sich Molloy im Zimmer seiner verstorbenen Mutter und erzählt rückblickend, wie er dort hingelangt ist. Zwar kann der Leser seinen lang andauernden Weg mit zahlreichen Begegnungen verfolgen, wird jedoch nie erfahren, wie Molloy sein Ziel letztlich erreicht hat. Bis auf einen kurzen einleitenden Absatz besteht der gesamte erste Teil aus einem einzigen absatzlosen inneren Monolog Molloys.
Die Hauptfigur des zweiten Romanteils ist Jacques Moran, ein Agent, der von einem Boten den Auftrag erhält, Molloy aufzusuchen. Nach einigen Vorarbeiten bricht er gemeinsam mit seinem Sohn auf. Auch bei Moran setzt mit zunehmender Dauer ein körperlicher und geistiger Verfall ein, der deutliche Parallelen zur Entwicklung Molloys aufweist.

## Sprache
Die Monologe der Hauptfiguren Molloy und Moran weisen eine Reihe sprachlicher Besonderheiten auf.

### Metasprache
Wiederholt reflektiert der Erzähler seine eigenen sprachlichen Mittel. Beispiele:
- Verrückter Satz, aber das macht nichts.
- Ich habe keine Lust mehr, davon zu sprechen.
- Dieser Satz ist nicht deutlich, er drückt nicht aus, was ich zu sagen hoffte.
- Es ist schwer auszudrücken, schwer für mich.
- Soll ich das Haus beschreiben? Ich glaube nicht.

### Zweifel
Oftmals zweifelt der Erzähler an seinen eigenen Aussagen, widerspricht ihnen mitunter gar. Beispiele:
- Vielleicht war er derselbe Mann, der sich so höflich erboten hatte, meinen Sohn und mich auf seinem Wagen wieder nach Hause zurückzufahren. Ich glaube nicht.
- ... wie zum Beispiel das Abfallen der Zehen an meinem linken Fuß – nein, ich täusche mich, es ist der rechte – ...
- Dann ging ich in das Haus zurück und schrieb „Es ist Mitternacht. Der Regen peitscht gegen die Scheiben.“ Es war nicht Mitternacht. Es regnete nicht.

### Erinnern
Beide Romanteile sind durch einen erinnernden Erzählstil geprägt. Sowohl Molloy als auch Moran beginnen ihre Erzählung von einem vermeintlich sicheren Ort aus. Molloy befindet sich im Zimmer seiner verstorbenen Mutter, Moran an einem Schreibtisch. Doch beide scheinen die Aufgabe zu haben, sich an einige Ereignisse zu erinnern, die geschehen sind, bevor sie ihren aktuellen Aufenthaltsort erreichten. Wiederholt wird der Leser darauf aufmerksam gemacht, dass es sich um Erinnerungen handelt, die mehr oder weniger richtig wiedergegeben werden. Beispiele:
- Ich phantasiere vielleicht ein wenig, ich schmücke vielleicht etwas aus, aber im ganzen gesehen war es so. (Molloy)
- Ich rede im Präsens, es ist so leicht, das Präsens zu gebrauchen, wenn es sich um die Vergangenheit handelt. Achten Sie nicht darauf, es ist das mythologische Präsens. (Molloy)
- Mein Bericht wird lang sein. Vielleicht werde ich nicht damit zu Ende kommen. (Moran)
- Und es würde mich nicht wundern, wenn ich auf den folgenden Seiten meines Berichts von dem genauen und wirklichen Ablauf des Geschehens abweichen sollte. (Moran)

## Deutsche Übersetzung

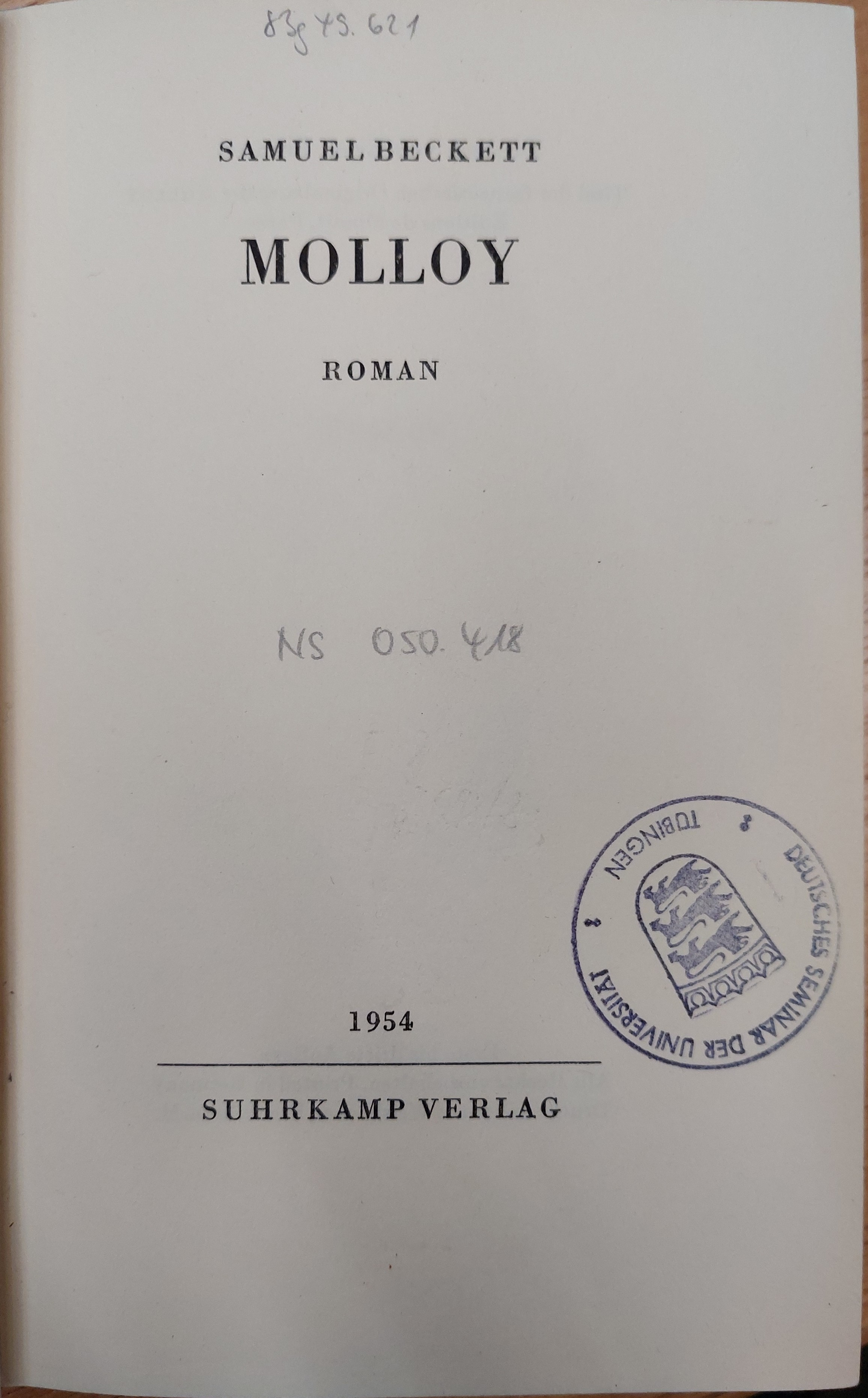
Molloy (1954)

Die deutsche Übersetzung aus dem Französischen erschien 1954 bei Suhrkamp, sie stammt von Erich Franzen, es war seine einzige Übersetzung eines Werks von Beckett, die   anderen Werke übersetzte vornehmlich Elmar Tophoven. Als Beckett und Tophoven 1953 das Übersetzungsmanuskript zu Warten auf Godot durcharbeiteten, bat Beckett Tophoven, ihm aus Erich Franzens Übersetzung von Molloy vorzulesen. Im Lauf der Zeit entwickelte sich eine Vorgehensweise, bei der sich Beckett den deutschen Übersetzungstext vorlesen ließ, während er parallel das französische Original mitlas. Fiel Beckett dabei etwas auf, so unterbrach er das Vorlesen.